# Цона Арт. Д1 (Матера)
Цона Арт. Д1 (итал. Zona Art. D1) је насеље у Италији у округу Матера, региону Базиликата.
Према процени из 2011. у насељу је живело 14 становника. Насеље се налази на надморској висини од 15 м.